# Анцекурово
Анцекурово — упразднённая деревня в Чердынском городском округе Пермского края России.

## География
Урочище находится в северной части края, в районе среднетаёжных пихтово-еловых лесов, к востоку от реки Камы, к западу от реки Вишеры, на расстоянии приблизительно 49 километров (по прямой) к юго-юго-западу от города Чердынь. Абсолютная высота — 158 метров над уровнем моря.

### Климат
Климат характеризуется как умеренно континентальный, с продолжительной холодной зимой и умеренно тёплым коротким летом. Средняя многолетняя температура самого холодного месяца (января) составляет −16,4°С (абсолютный минимум — −46 °С), температура самого тёплого (июля) — +16,8°С (абсолютный максимум — 36 °С). Среднегодовое количество осадков — 605 мм. При этом большинство (две трети от общего количества) осадков выпадает в тёплый период (с апреля по октябрь). Продолжительность безморозного периода составляет 109 дней.

## История
Известна с 1711 года как «деревня, что был починок Никиты Оншукорова». В 1795 году упоминается уже как Аншикурова.
В «Списке населенных мест Российской империи» 1869 года населённый пункт упомянут как деревня Анцикурова (Лом) Чердынского уезда (2-го стана) Пермской губернии, при роднике, расположенная в 61 версте от уездного города. В деревне насчитывалось 6 дворов и проживало 40 человек (19 мужчин и 21 женщина).
В 1908 году в деревне, относящейся к Кондратьевскому обществу Пянтежской волости Чердынского уезда, имелось 16 дворов и проживало 87 человек (45 мужчин и 42 женщины). В этноконфессиональном составе населения того периода преобладали русские православного вероисповедания.
По данным переписи 1926 года имелось 25 хозяйств и проживало 114 человек (73 мужчины и 71 женщина), русских по национальности. В административном отношении входила в состав Фроловского сельсовета Чердынского района Верхне-Камского округа Уральской области.
В 1963 году числилась как населённый пункт Шакшерского сельсовета, проживало 47 человек. В 1981 году население составляло 8 человек.